# 愛知県道499号石巻萩平豊川線
愛知県道499号石巻萩平豊川線（あいちけんどう499ごう いしまきはぎひらとよかわせん）は、愛知県豊橋市石巻萩平町から豊川市に至る一般県道である。

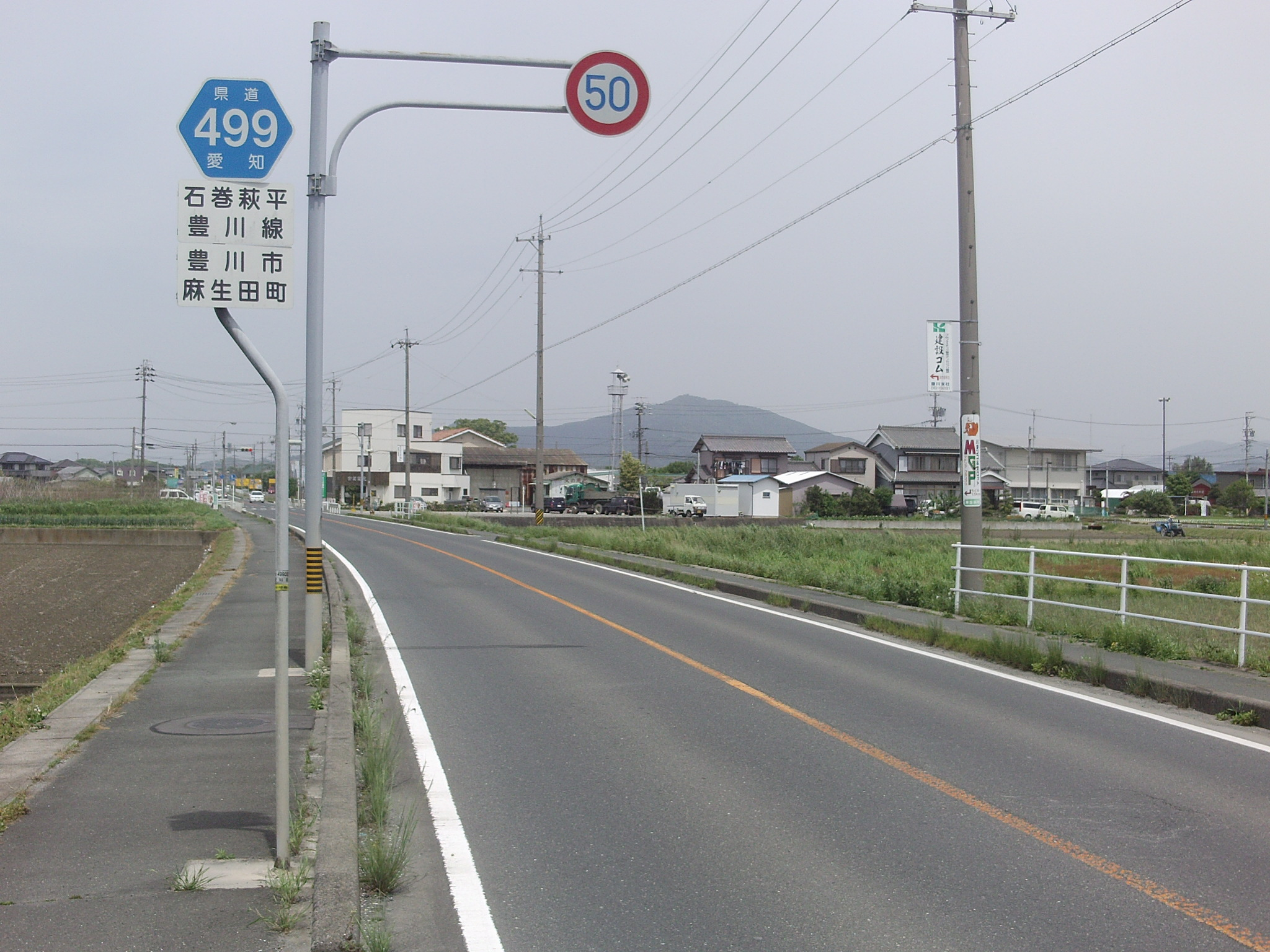
豊川市麻生田町。

## 概要

### 路線データ
- 起点:愛知県豊橋市石巻萩平町中吉祥（愛知県道81号豊橋下吉田線交点）
- 終点:愛知県豊川市東名町（国道151号交点）
- 総延長：約7.4km

## 沿革
- 1972年5月4日 認定

## 地理

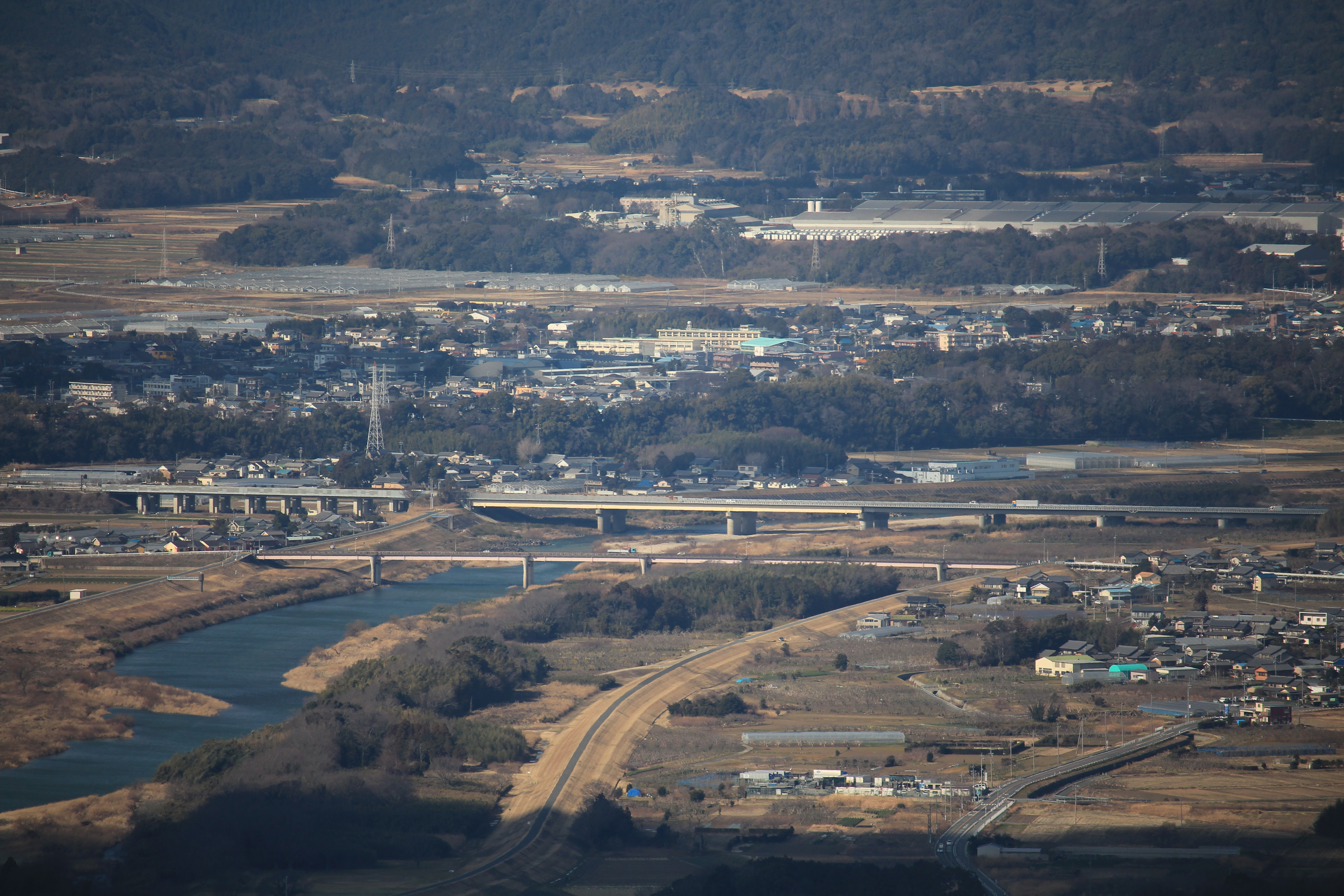
石巻山から望む豊川に架かる愛知県道499号石巻萩平豊川線の賀茂橋とその上流の東名高速道路の豊川橋

- 弓張山地の麓にある豊橋市石巻萩平町から、東名高速道路の南方を概ねこれに沿って西へ向かう道路である。起点から素盞鳴神社までの約2.1kmは柿畑などの中をクネクネ走る軽自動車以下しか通れないほど細い農道のような道であるため、一般には更に南方の西郷小学校南東交差点からJA豊橋付近まで通じる2車線の豊橋市道（石巻西川町・石巻中山町1号線～石巻西川町155号線）が当線の代用となっている。以降の沿線は田園風景が大半を占め、豊橋市賀茂町を経由し豊川を渡って豊川市に入り、県道31号バイパスと交差後、国道151号に突き当たった所で終点となる。

### 通過する自治体
- 愛知県
  - 豊橋市
  - 豊川市

### 接続する道路
- 愛知県道81号豊橋下吉田線（柿の木街道 - 起点：豊鉄バス四ツ谷バス停付近）

（この間ほぼ全区間幅員狭小：1.4m～1.7m）
- 豊橋市道石巻西川町・石巻中山町1号線（豊橋市石巻西川町安川下：素盞鳴神社前付近で重複）
- 豊橋市道石巻西川町155号線（豊橋市石巻西川町城山：地理の項で述べた代用路線）
- 愛知県道69号豊橋乗本線（しょうぶ街道）（賀茂交差点）
- 愛知県道380号豊橋一宮線（麻生田東交差点・馬神交差点間で重複）
- 愛知県道31号東三河環状線（馬神交差点）
- 国道151号（東名町1丁目交差点：交差）
- 愛知県道495号宿谷川線（同：直進）

### 沿線
- JA豊橋 北支店
- 賀茂しょうぶ園
- 豊橋市立賀茂小学校
- 賀茂橋（豊川）
- 玉林寺
- 麻生田保育園